# جبورندي سنبلي
جبورندي سنبلي (الاسم العلمي:Pilocarpus spicatus) هو نوع من النباتات يتبع جنس الجبورندي من الفصيلة السذابية.